# Skvallermyrens naturreservat
Skvallermyrens naturreservat är ett naturreservat i Tierps kommun i Uppsala län.
Området är naturskyddat sedan 2007 och är 53 hektar stort. Reservatet består av barrskog och sumpskog.